# チャアヌヴィク

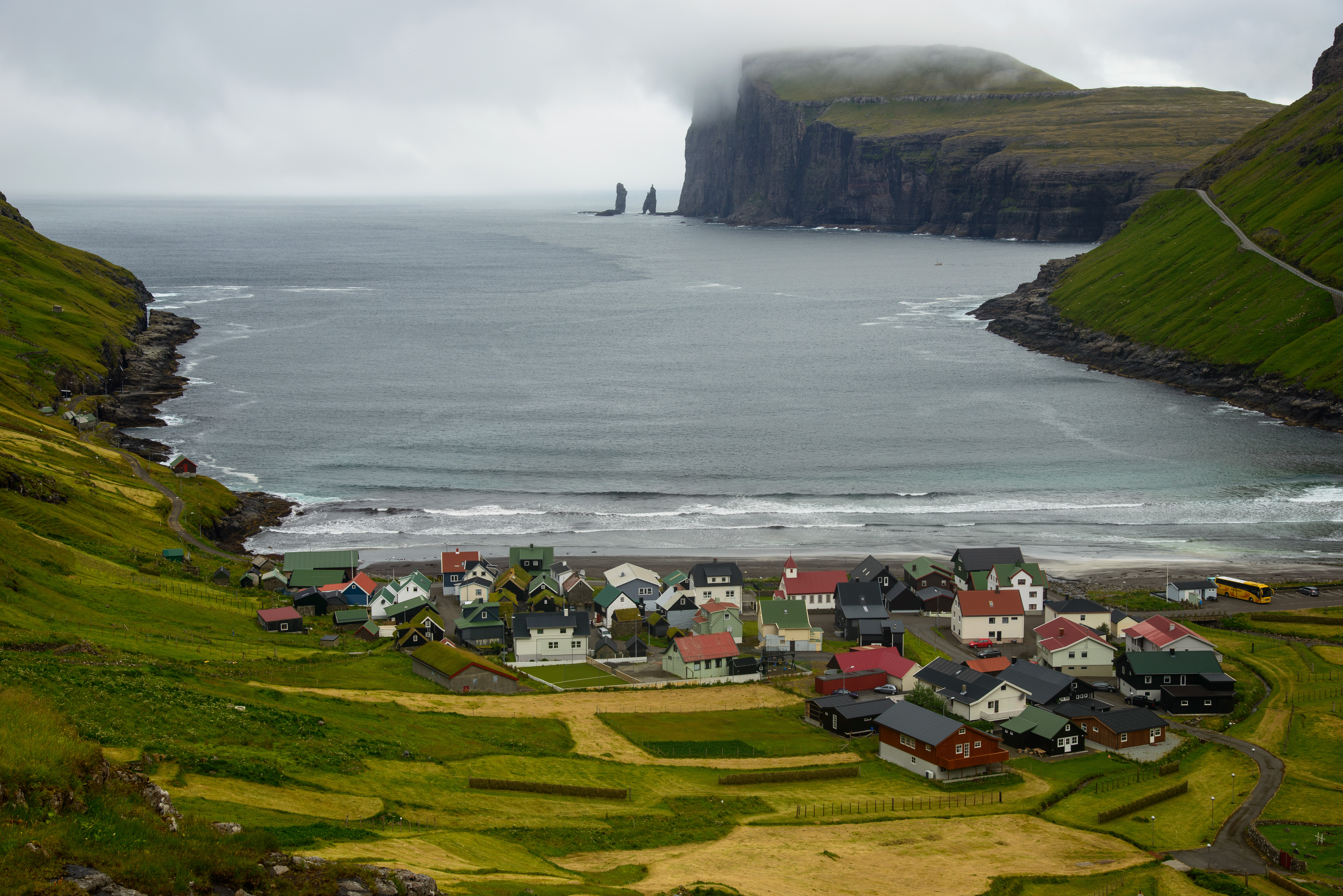
チャアヌヴィクの村。村からはRisin og Kellinginの2つの岩が見える。

チャアヌヴィク(デンマーク語: Tjørnuvík)とは、デンマークのフェロー諸島、ストレイモイ島北部の高い山に囲まれた村。集落は2つの大岩『リーシン・オ・ケリンギン』（エストゥロイ島北岸の海食柱）を見通せる湾の奥に位置している。
村の古い教会は1858年に山を越えた先の小さな村サクソンに移された。現在のチャアヌヴィク教会は1937年までに建設された。 1956年にはバイキング時代のいくつかの墓が発見された。 標高152mにある墓からは、1000年頃の女性とケルトの青銅製の輪の付いた針が発見された。これはフェロー諸島のケルト語からの借用語にも見られるように、北欧からイギリスへの入植者とフェロー諸島への入植者とのつながりの証拠だと考古学者によって解釈されている。
チャアヌヴィクの文化として、『キンゴコア』（Kingokor）という賛美歌が広く知られている。『キンゴコア』は、家や教会で歌われるデンマークの司祭『トマス・キンゴ』の賛美歌である。古代から何世代にもわたって続くフェロー語の伝統を守ってきた。合唱団は2003年、2006年、2009年、2012年、2015年、2018年にデンマークでツアーを行った。2021年時点でも存在しており、フェロー諸島のどこにも、チャアヌヴィクほど強くトマス・キンゴを讃える伝統的な歌はない。
村の周りには砂浜とサクソン村へのハイキングコースがある。
チャアヌヴィクからは、村の近くにある、高さ133mの切り立つ崖のようなスタックル島への旅行が、年に2回手配されている。 ストレイモイ島からスタックル島の間の移動は、垂直な山の側面の間に張られた鋼索で運行する無蓋のゴンドラで行われる。

## 年表
- 625年頃のエンバク(イネ科)の花粉の痕跡が発見される。ケルト人の僧侶によるフェロー諸島での最初の恒久的居住地に由来すると推測されている。
- 950年頃に埋葬された12人の遺体が1956年に発見される。
- 1000年頃にはチャアヌヴィクに集落があったという証拠を考古学者が発見している。
- 1663年　大規模な地滑りで村の土地の3分の1が破壊される。
- 1797年　住民達はビーツ、後にジャガイモを栽培する畑を海岸に作り、耕作地と住居の間には小さな柵を立てる。それらのいくつかは保存されている。
- 1858年　教会はサクソン村に移転し、チャアヌヴィクは1937年に再び教会を建造する。
- 1868年　集落の半分が地滑りに襲われ、石と砂利で覆われる。
- 1875年　2人の男性が乗ったボートが戻ってこなかった。
- 1921年　近郊のスタックル島に初めて羊が放牧される。
- 1937年　村に独自の教会チャアヌヴィク教会が建造される。ストレイモイ島とスタックル島の間に、羊を輸送し、野鳥捕獲者が岩だらけの小島に出入りするために使用される原始的な索道が建設される。
- 1941年10月28日　漂着した機雷が海岸で爆発し、21軒の家屋がひどく破損する。
- 1956年　村の南で950年頃のバイキングの墓地を少年たちが発見する。